# بانكاج غوبتا
بانكاج غوبتا (بالإنجليزية: Pankaj Gupta)‏ هو سياسي هندي، ولد في 3 مايو 1966. حزبياً، نشط في Aam Aadmi Party ‏.